# NESARA
NESARA (National Economic Stabilization and Recovery Act) är ett lagförslag av Harvey Barnard vid NESARA Institute in Louisiana. Lagförslaget syftar till att den amerikanska konstitutionens föreskrifter om guld- och silverpräglingen av mynt bibehålls samtidigt som man tillgodoser den flexibilitet som behövs för nationell tillväxt och produktivitet. 

## Bakgrund
Dr Harvay Barnard, en ingenjör och utexaminerad systemfilosof från Louisiana, skapade NESARA-förslaget under senare delen av 1980-talet och början av 1990-talet. Han tryckte upp förslaget i 1000 exemplar och skickade det till medlemmar av Kongressen. Under 1990-talet fortsatte han att söka dra upp det politiska intresset för problemen med det skuldbaserade penningsystemet och sina förslag på lösningar. När dessa försök inte lyckades bestämde han sig år 2000 för att publicera förslaget på internet så att det skulle vinna spridning på det sättet. Bernard grundade också NESARA Institue 2001. 

## Förslaget[1]
- Den nationella valutan skall ges ut exklusivt av staten och vara av tre typer: standardguldmynt, standardsilvermynt och statskredit-sedlar (Treasury credit-notes eller greenbacks).

- Ädelmetallinnehållet ska standardiseras enligt konstitutionen och Coinage Act från 1792, vilka gör silverdollarmyntet till standardenhet i det inhemska penningsystemet.

- För att mynten inte skall bli nedsmälta skall de bara benämnas silverdollar, guldörnar eller delar av dessa mynt. Deras värde ska lämnas att flyta i relation till statskredit-sedlar och till varandra.

- Växelkurser ska publiceras regelbundet och de ska följa de globala marknadsvärdena.

- Kongressen ska prägla mynt från sitt eget guld- och silverförråd, men också uppmuntra människor att ta sina privata förråd för att bli präglade och satta i omlopp.

- Förslaget innebär även ett avskaffande av Federal Reserve System, att allt utestående aktiekapital hos Federal Reserve-bankerna förvärvas av USA:s finansdepartement, att den nationella valutan återförs till folket genom ett återförandet av den nationella valutan till folket genom ett nyskapat U.S. Treasury Reserve System samt ett ersättande av den federala inkomstskatten med en 14-procentig försäljnings- och användarskatt (med undantag för speciella poster inklusive livsmedel och hyror).